# Victoria Velásquez
Victoria Velásquez, née le 18 juillet 1991 à Copenhague (Danemark), est une femme politique danoise, membre de la Liste de l'unité.

## Biographie
Victoria Velásquez est diplômée en études du travail et sciences sociales en 2017.
Engagée au sein de la Liste de l'unité, elle se présente sans succès aux élections municipales de 2009 à Hvidovre, ainsi qu'aux élections législatives de septembre 2011 et de juin 2015 dans la circonscription de Copenhague,,. Elle est également candidate sans succès aux élections européenes de 2014 sur la liste du Mouvement populaire contre l'Union européenne.
Elle se présente aux élections législatives de juin 2019, cette fois-ci dans la circonscription de Funen, et remporte un siège de députée au Folketing.
Elle est réélue pour un second mandat lors des élections législatives de novembre 2022.